# Philodryas aestiva
Philodryas aestiva är en ormart som beskrevs av Duméril, Bibron och Duméril 1854. Philodryas aestiva ingår i släktet Philodryas och familjen snokar. Inga underarter finns listade i Catalogue of Life.
Denna orm förekommer från centrala Brasilien över Bolivia, Paraguay och Uruguay till centrala Argentina. Individerna lever i fuktiga savanner, öppna skogar och galleriskogar. De har små ryggradsdjur (ödlor, grodor, fåglar, däggdjur) som föda. Honor lägger ägg.
Regionalt hotas beståndet av landskapsförändringar. Hela populationen anses vara stabil. IUCN listar arten som livskraftig (LC).